# Джаджпур
Джаджпур (англ. Jajpur) — город в индийском штате Орисса. Административный центр округа Джаджпур. Средняя высота над уровнем моря — 8 метров. По данным всеиндийской переписи 2001 года, в городе проживало 32 209 человек, из которых мужчины составляли 52 %, женщины — соответственно 48 %. Уровень грамотности взрослого населения составлял 75 % (при общеиндийском показателе 59,5 %). Уровень грамотности среди мужчин составлял 80 %, среди женщин — 70 %. 11 % населения было моложе 6 лет.